# Thermonotus rufipes
Thermonotus rufipes är en skalbaggsart som beskrevs av Stefan von Breuning 1958. Thermonotus rufipes ingår i släktet Thermonotus och familjen långhorningar. Inga underarter finns listade i Catalogue of Life.